# Bantiella trinitatis
Bantiella trinitatis es una especie de mantis de la familia Thespidae.

## Distribución geográfica
Se encuentra en Trinidad y Tobago.